# Moriszaki Kazujuki
Moriszaki Kazujuki (Hirosima, 1981. május 9. –) japán válogatott labdarúgó.

## Nemzeti válogatott
A japán U20-as válogatott tagjaként részt vett a 2001-es ifjúsági labdarúgó-világbajnokságon.